# Petite Aiguille Verte
La Petite Aiguille Verte, ou Petite Verte, est un sommet du massif du Mont-Blanc qui culmine à 3 512 mètres d'altitude. Son ascension peu difficile en terrain mixte et la rapidité de son ascension depuis le haut du téléphérique des Grands Montets en fait un sommet prisé par les alpinistes novices.

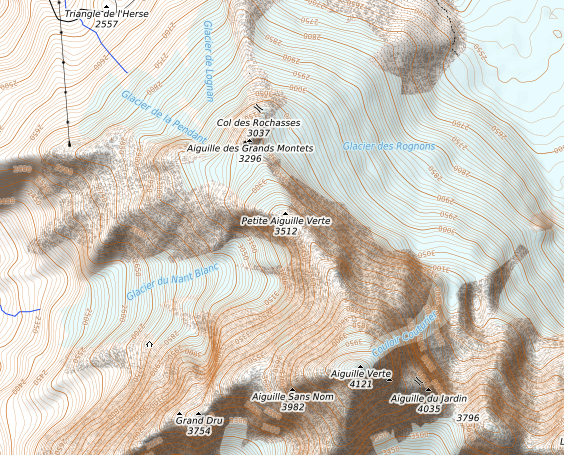
Carte topographique de la Petite Aiguille Verte.